# Любарский, Николай Яковлевич
Николай Яковлевич Любарский (1922—2000) — красноармеец Рабоче-крестьянской Красной Армии, участник Великой Отечественной войны, Герой Советского Союза (1943).

## Биография
Николай Любарский родился 18 мая 1922 года в посёлке Ольховец (ныне — Звенигородский район Черкасской области Украины). После окончания школы-семилетки работал в колхозе. В июне 1941 года Любарский был призван на службу в Рабоче-крестьянскую Красную Армию и направлен на фронт Великой Отечественной войны. К ноябрю 1943 года красноармеец Николай Любарский был наводчиком противотанкового ружья 1339-го горнострелкового полка 318-й горнострелковой дивизии 18-й армии Северо-Кавказского фронта. Отличился во время Керченско-Эльтигенской операции.
В ночь с 31 октября на 1 ноября 1943 года Любарский в составе десантной группы высадился на побережье Керченского полуострова в районе посёлка Эльтиген (ныне — Героевское в черте Керчи) и принял активное участие в боях за захват и удержание плацдарма. В течение шести дней Любарский участвовал в отражении ожесточённых немецких контратак, лично уничтожив два танка. В тех боях он получил тяжёлое ранение.
Указом Президиума Верховного Совета СССР от 17 ноября 1943 года за «мужество, отвагу и героизм, проявленные в борьбе с немецкими захватчиками» красноармеец Николай Любарский был удостоен высокого звания Героя Советского Союза с вручением ордена Ленина и медали «Золотая Звезда» за номером 2865.
После окончания войны Любарский был демобилизован. Проживал и работал сначала в родном селе, затем в Донбассе. В 1972 году вернулся в Ольховец. Скончался 18 мая 2000 года.

## Награды
Награжден орденами Ленина (17 ноября 1943), Октябрьской Революции (1971), Отечественной войны 1-й степени (11 марта 1985), медалями.